# 香港賽馬博物館
香港賽馬博物館（英語：The Hong Kong Racing Museum），是一所位於跑馬地馬場的香港博物館，於1996年12月4日由時任香港賽馬會董事局主席黃頌顯開幕，向訪客呈現香港賽馬運動150多年來的輝煌進程，並展現這項本地最受歡迎的觀賞體育運動對慈善捐助及社區發展的重大貢獻。

## 展覽內容
在眾多展品中，別具特色的是三屆香港馬王「祿怡」的骨架，和首匹於同一馬季贏得香港三冠大賽總冠軍的香港馬王「翠河」的標本。另外，場內亦展示了歴年賽馬獎座，包括「冠軍人馬獎」獎座。

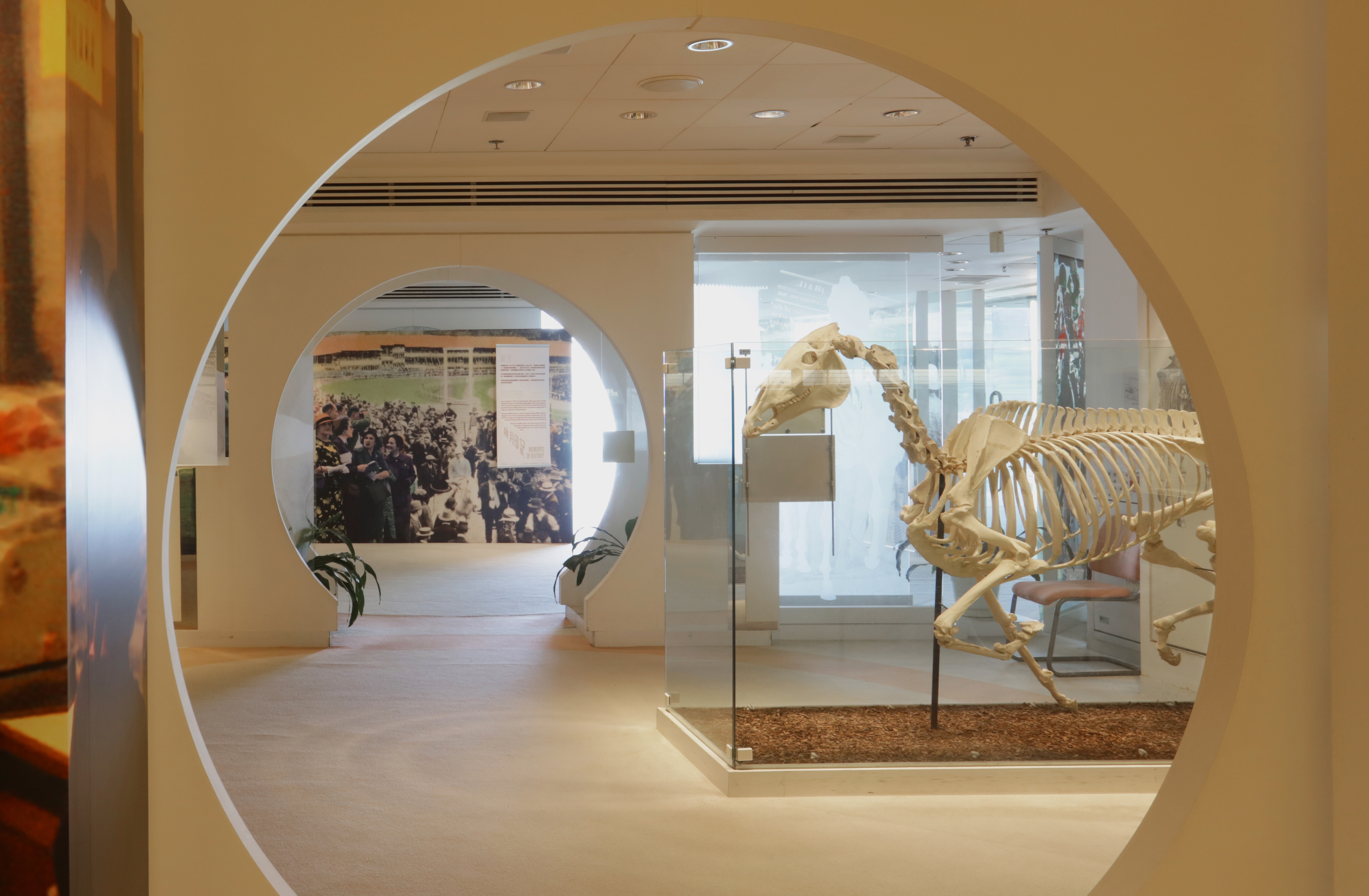
三屆香港馬王「祿怡」骨架
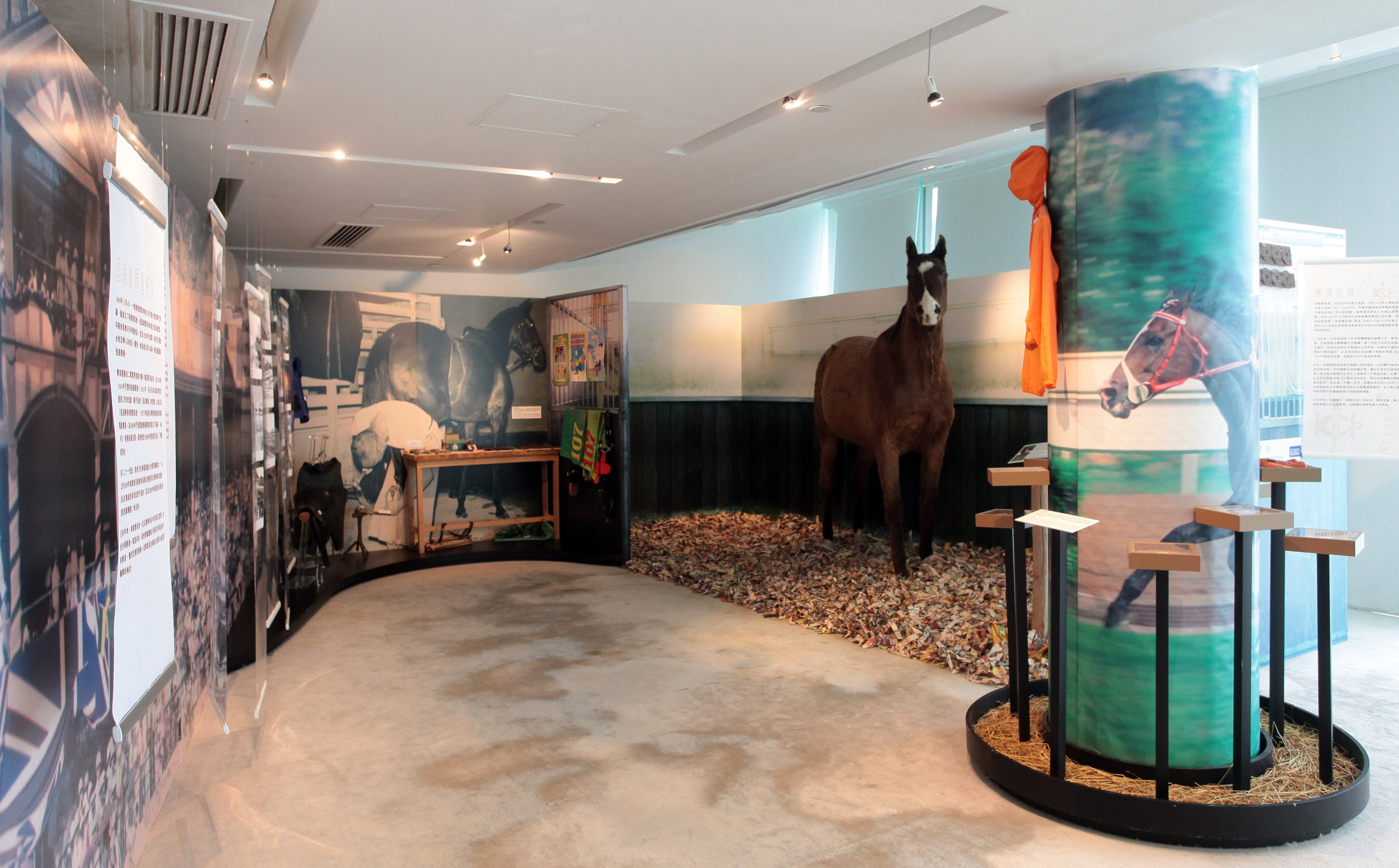
首匹於同一馬季贏得香港三冠大賽總冠軍的香港馬王「翠河」的標本

### 臨時展出的賽馬獎座

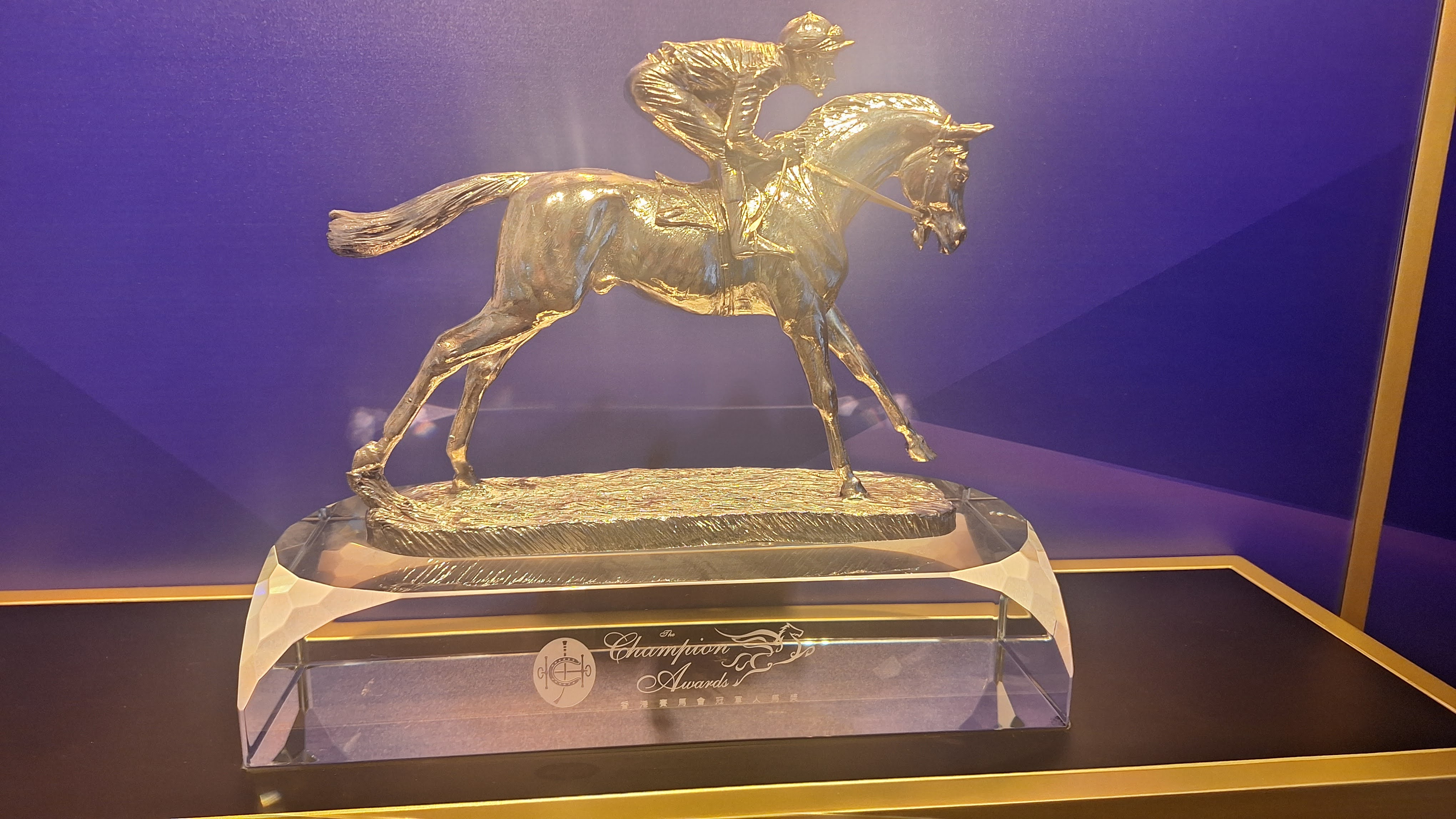
「冠軍人馬獎」獎座
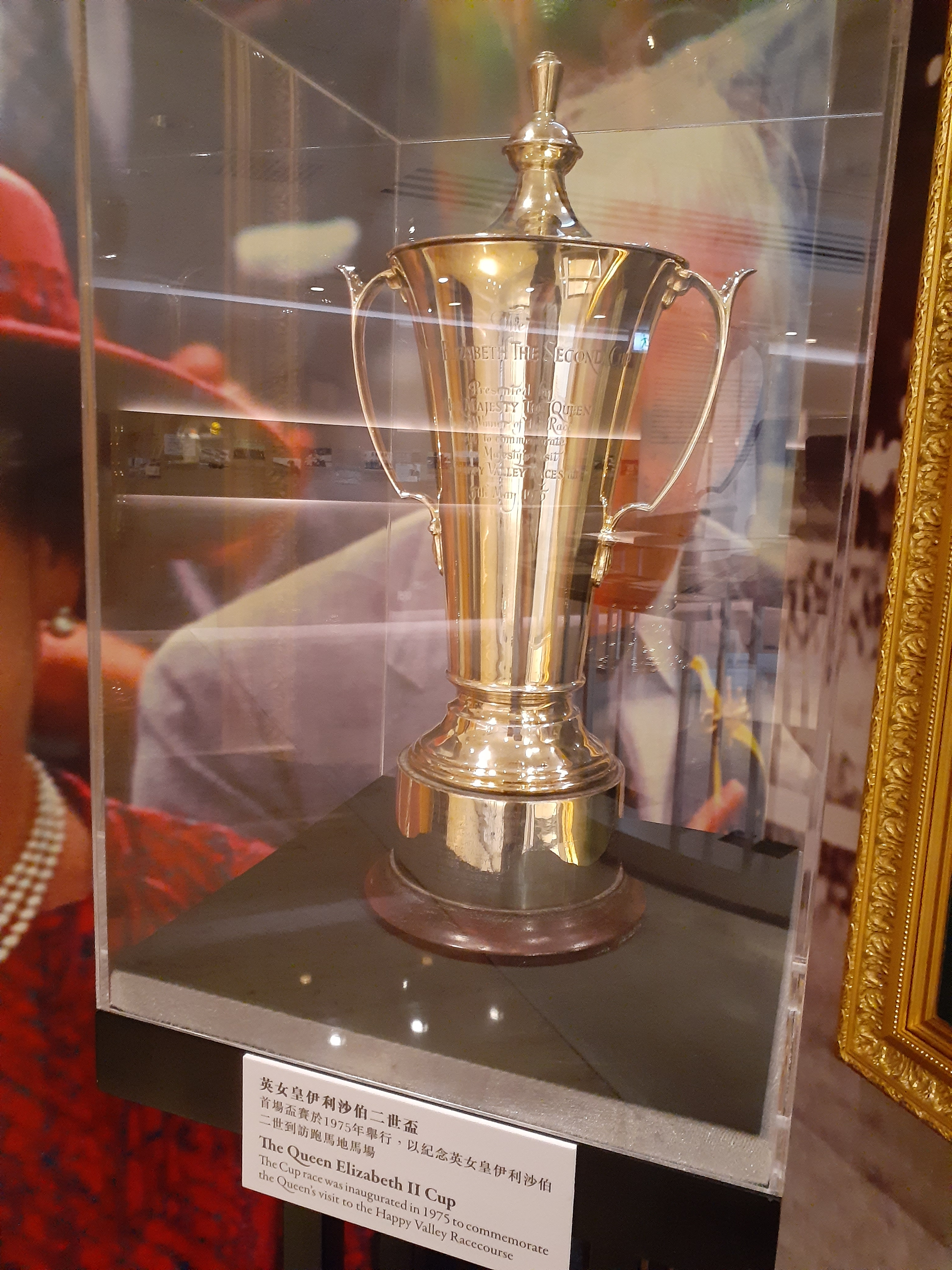
「女皇盃」獎座
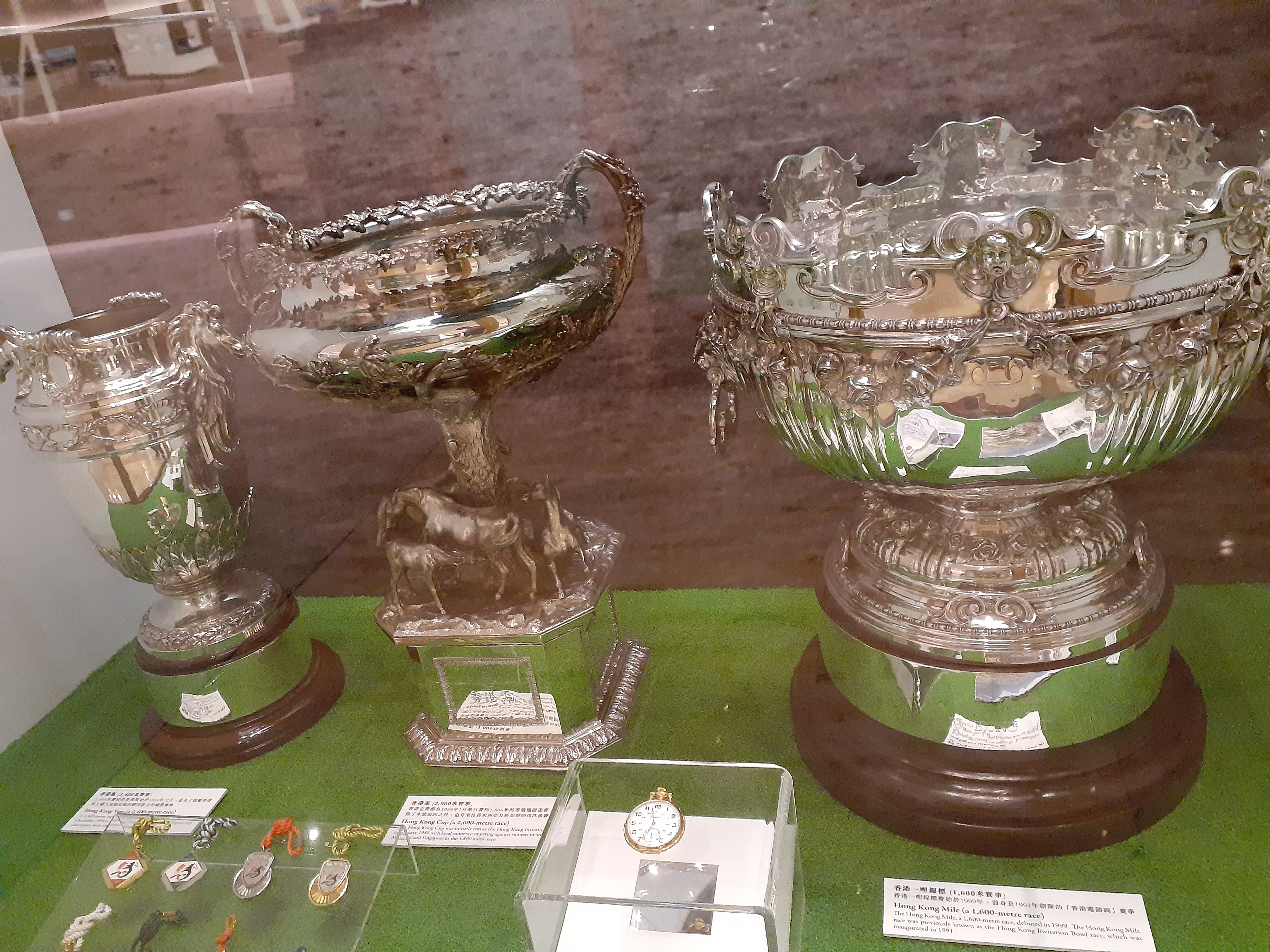
香港國際賽事獎座（左起：香港瓶、香港盃、香港一哩錦標）
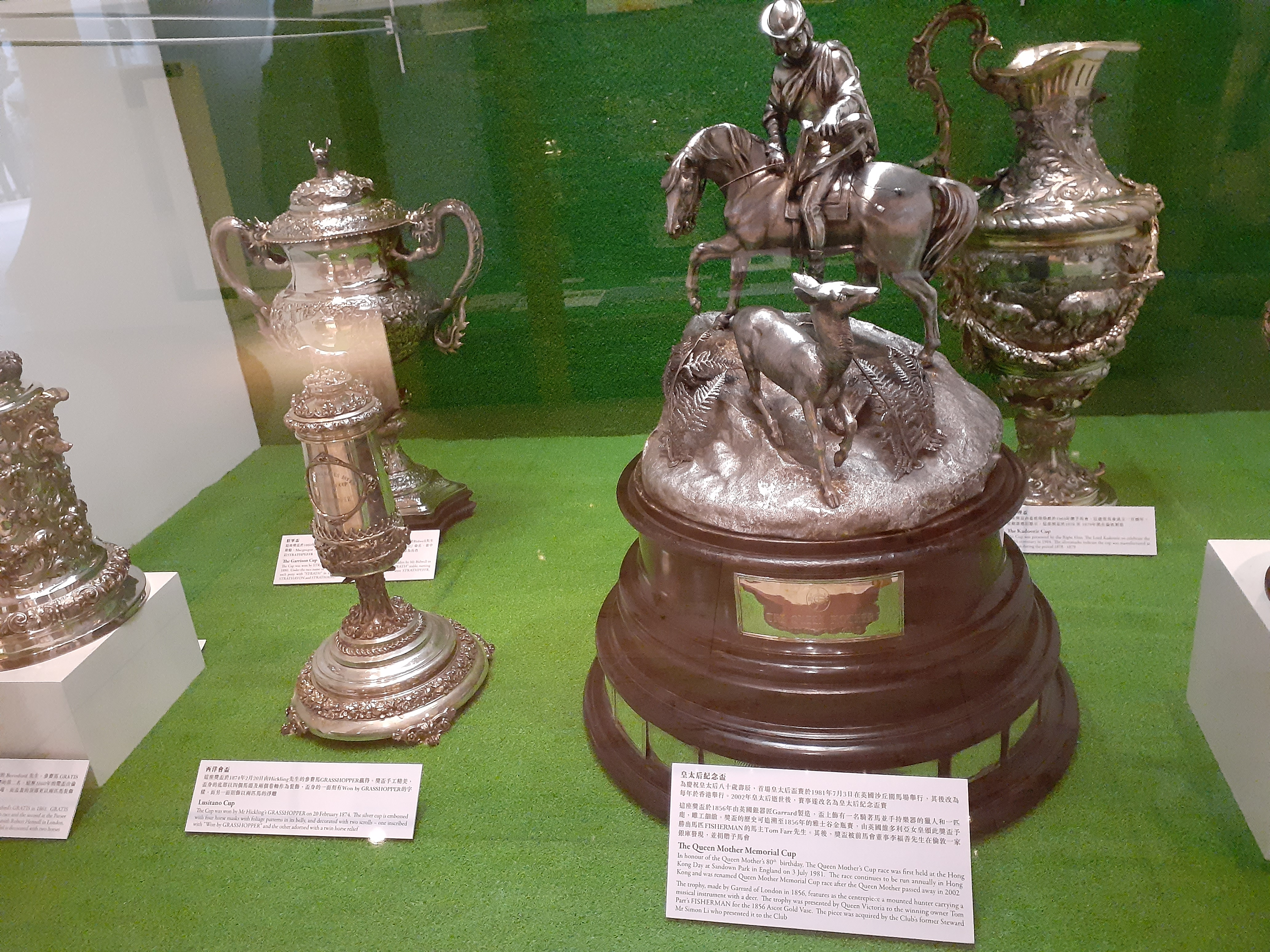
「皇太后紀念盃」獎座
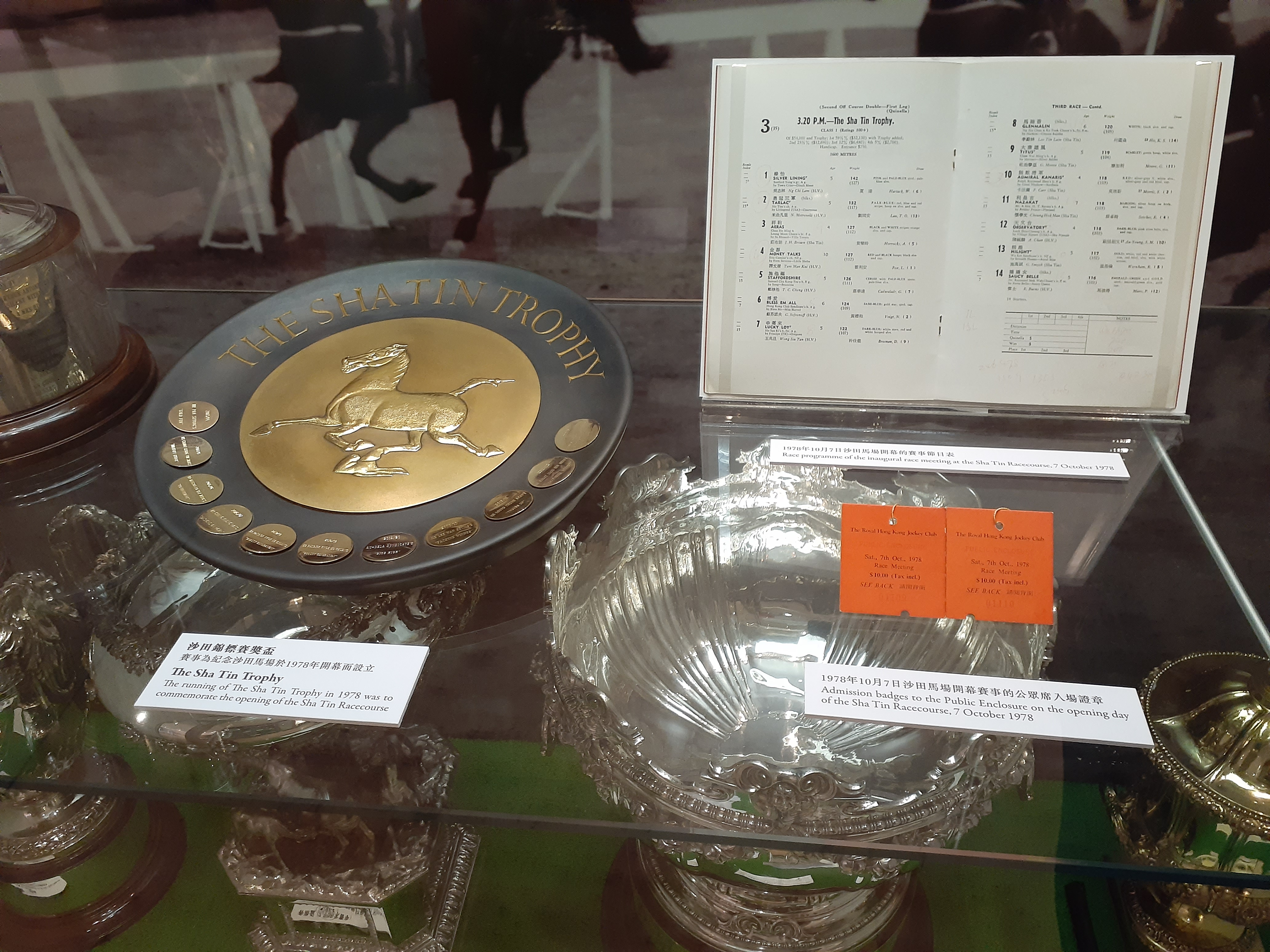
「沙田錦標」獎座

## 參觀資訊和導賞服務
博物館免費開放予訪客參觀，並提供導賞服務。

學校或團體可申請安排導賞及工作坊，以豐富課外或文娛活動的體驗。

## 開放時間
博物館

星期一至星期日：中午12時至晚上7時

賽馬日（夜馬）：中午12時至晚上9時

禮品廊

星期一至星期日：中午12時至晚上8時30分

賽馬日（日馬）：上午10時30分至晚上8時30分

賽馬日（夜馬）：中午12時至晚上9時

## 交通
港鐵︰銅鑼灣站A出口（時代廣場出口）

巴士︰可於跑馬地馬場、立德里、禮頓道、樂活道等巴士站下車

## 外部連結
- 香港賽馬博物館 （页面存档备份，存于）